# Opisthotrochopodus japonicus
Opisthotrochopodus japonicus är en ringmaskart som beskrevs av Michiya Miura och Hashimoto 1991. Opisthotrochopodus japonicus ingår i släktet Opisthotrochopodus och familjen Polynoidae. Inga underarter finns listade i Catalogue of Life.